# زورقان باريشي
زورقان باريشي (الاسم العلمي:Cymbidium parishii) هو نوع من النباتات يتبع جنس الزورقان من الفصيلة السحلبية.